# Cnephasitis meyi
Cnephasitis meyi es una especie de polilla de la familia Tortricidae. Se encuentra al noreste en Vietnam. El hábitat consta de bosques nubosos primarios.

## Descripción
La envergadura es de aproximadamente 24 mm para machos y 28 mm para mujeres. El color de fondo de las alas anteriores es gris en el medio y ligeramente pardusco en la parte distal. Hay manchas y estrígulas de color gris oscuro (rayas finas). Las marcas son de color gris oscuro con marcas de color gris negruzco y manchas de óxido. Las alas traseras son de color gris parduzco. Las hembras tienen un color de fondo más pálido y la parte distal de las alas anteriores es de color gris parduzco. Se han registrado adultos en vuelo en octubre y noviembre.

## Etimología
La especie recibe su nombre en honor al Dr. Wolfram Mey.